# Črniče
Črniče falu Szlovéniában, a Goriška statisztikai régióban, a Vipava-völgyben. Közigazgatásilag Ajdovščinához tartozik.
A falu templomát Szent Vitus tiszteletére emelték és koperi egyházmegyéhez tartozik.

## Fordítás
- Ez a szócikk részben vagy egészben  a(z)   Črniče című angol Wikipédia-szócikk ezen változatának fordításán alapul.  Az eredeti cikk szerkesztőit annak laptörténete sorolja fel. Ez a jelzés csupán a megfogalmazás eredetét és a szerzői jogokat jelzi, nem szolgál a cikkben szereplő információk forrásmegjelöléseként.